# Friedrich von Rabenau

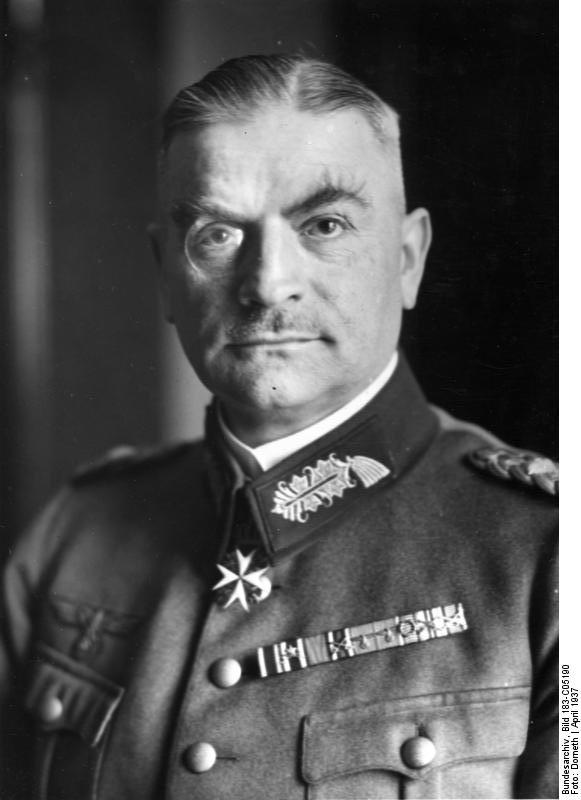
Friedrich von Rabenau (1937)

Friedrich von Rabenau (* 10. Oktober 1884 in Berlin; † 14. oder 15. April 1945 im KZ Flossenbürg) war ein deutscher Offizier (zuletzt General der Artillerie a. D.), evangelischer Theologe und Opfer des Nationalsozialismus.

## Leben
Friedrich von Rabenau wurde als jüngstes von drei Kindern des Frauenarztes Friedrich Ludwig Eberhard von Rabenau und seiner Ehefrau Wally, geb. Noebel, geboren. Sein acht Jahre älterer Bruder Karl Wilhelm Friedrich von Rabenau (* 24. Mai 1876 in Vienenburg/Harz; † 22. November 1952 in Werchow/Kreis Calau) war ein deutscher Marine-, Kolonial- und Armeeoffizier und Landwirt, der von 1904 bis 1905 in der Schlacht bei Kub an der Niederschlagung des Nama-Aufstandes in der damaligen deutschen Kolonie Deutsch-Südwestafrika teilnahm. Seine ältere Schwester war Elsa Mathilde Emma Hütterott, geb. v. Rabenau. Friedrich von Rabenau ist der Onkel von Reinhard Gehlen, der als ersten Auslandsnachrichtendienst der Nachkriegszeit 1946 die Organisation Gehlen aufbaute, welche als Vorgängerorganisation des Bundesnachrichtendienst (BND) diente und dessen erster Präsident Gehlen bis 1968 werden sollte. Nach dem frühen Tod seines Vaters 1885 wuchs von Rabenau im Hause seines Großvaters und Stadtrats Ernst Noebel in Eberswalde auf.
Friedrich von Rabenau, der ursprünglich Pfarrer werden wollte, begann seine Berufsoffizierlaufbahn 1903 als Fahnenjunker beim Feldartillerie-Regiment „Hochmeister“ Nr. 72 in Danzig-Marienwerder, da seine verwitwete Mutter für ein Studium nicht aufkommen konnte. Im Ersten Weltkrieg war er unter anderem Erster Generalstabsoffizier der 1. Garde-Reserve-Division. Nach dem Ende des Weltkrieges kämpfte er während des Lettischen Unabhängigkeitskrieges im Baltikum gegen die Rote Armee.
Von 1922 bis 1927 war er Mitarbeiter des Truppenamtes im Reichswehrministerium und wurde 1924 zum Major, 1929 zum Oberstleutnant befördert. Von 1927 bis 1930 war er Kommandeur der II. Abteilung des Feldartillerieregiments 1 in Königsberg, danach Erster Generalstabsoffizier im Stab des Gruppenkommandos 2 in Kassel. Von 1932 bis 1936 besuchte er kriegsgeschichtliche Vorlesungen an den Universitäten in Breslau und Münster. 1932 wurde er zum Oberst und Kommandanten von Breslau befördert, wo es ab 1933 zu immer heftigeren Konflikten zwischen ihm und dem Polizeipräsidenten und SA-Führer Edmund Heines kam. Rabenau bekam anonyme Morddrohungen gegen sich und seine Familie, die erst nach dem „Röhm-Putsch“ und der Entmachtung der SA aufhörten. Gleichzeitig hielt er Vorträge an der Universität Breslau, wofür er 1935 den philosophischen Ehrendoktor verliehen bekam. Von 1934 bis 1936 war er als Generalmajor Chef der Wehrersatzinspektion im Wehrkreis VI in Münster. In dieser Zeit freundete Rabenau sich mit dem damaligen Bischof von Münster, Clemens August Graf von Galen, an.
1936 wurde er vom damaligen Chef des Generalstabes Generaloberst Ludwig Beck beauftragt, ausgehend vom Reichsarchiv erstmals ein eigenständiges zentrales deutsches Heeresarchiv in Potsdam aufzubauen. Als „Chef der Heeresarchive“ unterstanden ihm daneben auch die Heeres- bzw. Kriegsarchive in Dresden, Stuttgart und München, später auch die in Wien, Prag und Danzig. Die wissenschaftliche Seriosität der gesammelten Quellen ging ihm über alles, und er wollte ideologische Verfälschungen verhindern.
Ein Vetter von ihm, Pfarrer Eitel-Friedrich von Rabenau, aktives Mitglied der Bekennenden Kirche, wandte sich in Briefen an ihn, worin er dazu aufforderte, im Kirchenkampf zur Bekennenden Kirche zu stehen und den Kampf gegen den Nationalsozialismus aus dem rein Kirchlichen ins Politische zu tragen. Friedrich von Rabenaus Hinwendung zur Theologie war die konsequente Folge seiner geistigen Beschäftigung mit der Frage nach dem ethischen Sinn des Soldatentums. Seine christliche Überzeugung ließ ihn zum frühen Gegner des Nationalsozialismus werden. Seine anti-nationalsozialistische Einstellung machte er in seinem gesamten literarischen Wirken deutlich, was den Machthabern im NS-Staat nicht verborgen blieb. Neuauflagen seiner Schriften wurden teils verboten, und dennoch erscheinende Schriften (insbesondere die Biographie Hans von Seeckts) unterlagen erkennbarer Zensur. Sein tiefes christliches Bekenntnis demonstrierte von Rabenau auch durch seine Mitgliedschaft im Johanniterorden. Obwohl es von Seiten des NS-Regimes ungern gesehen wurde, trug er wie viele seiner Ritterbrüder als Rechtsritter des Johanniterordens das Ordenssymbol in der Öffentlichkeit zur Uniform. So trat er als evangelischer Christ und General entschieden und erfolgreich beim damaligen Reichsführer SS Heinrich Himmler für den Erhalt der Abtei Maria Laach ein, worum ihn Kardinal Graf von Galen in Münster gebeten hatte. Dieser Einsatz machte ihn bei den Nationalsozialisten einmal mehr suspekt.
Im Herbst 1937 unterzeichnete von Rabenau Die Erklärung der 96 evangelischen Kirchenführer gegen Alfred Rosenberg wegen dessen Schrift Protestantische Rompilger.
Rabenau schloss sich jedoch keiner Widerstandsgruppe an, wurde aber Verbindungsmann zwischen Generaloberst Ludwig Beck und Carl Friedrich Goerdeler, den er aus seiner Dienstzeit in Königsberg her kannte. In dieser Funktion wurde er Berater und Mitglied des Kreisauer Kreises um Helmuth James Graf von Moltke und Peter Graf Yorck von Wartenburg.
Während des Überfalls auf Polen war er Kommandeur der 73. Infanterie-Division, danach wieder Chef der Heeresarchive, seit 1940 im Rang eines Generals der Artillerie. Nach den Erfahrungen beim Überfall auf Polen kritisierte er Hitlers menschenverachtende Kriegsführung. Damit und mit dem Festhalten an seinem christlichen Bekenntnis machte sich Rabenau unbeliebt, wurde 1942 seiner Dienststellung enthoben und in den vorzeitigen Ruhestand (Führerreserve) versetzt. Mit 59 Jahren studierte er evangelische Theologie an der Universität in Berlin und erhielt 1943 den Titel Licentiatus theologiae. Er promovierte über die Militärseelsorge. In seinen Predigten trat seine wachsende Ablehnung der nationalsozialistischen Ideologie immer deutlicher zutage.
Von Rabenau versuchte, höhere Wehrmachtführer für den Widerstand zu gewinnen, und führte persönliche Gespräche mit den Generälen Walther von Brauchitsch, Heinz Guderian und Friedrich Fromm. Zur Zeit als Leiter des Heeresarchivs konnten diese Tätigkeiten als Dienstreisen getarnt werden. Bei seiner politischen Einstellung jedoch wurde die Gestapo schnell auf ihn aufmerksam und überwachte ab 1941 sein Telefon und seinen Briefverkehr.

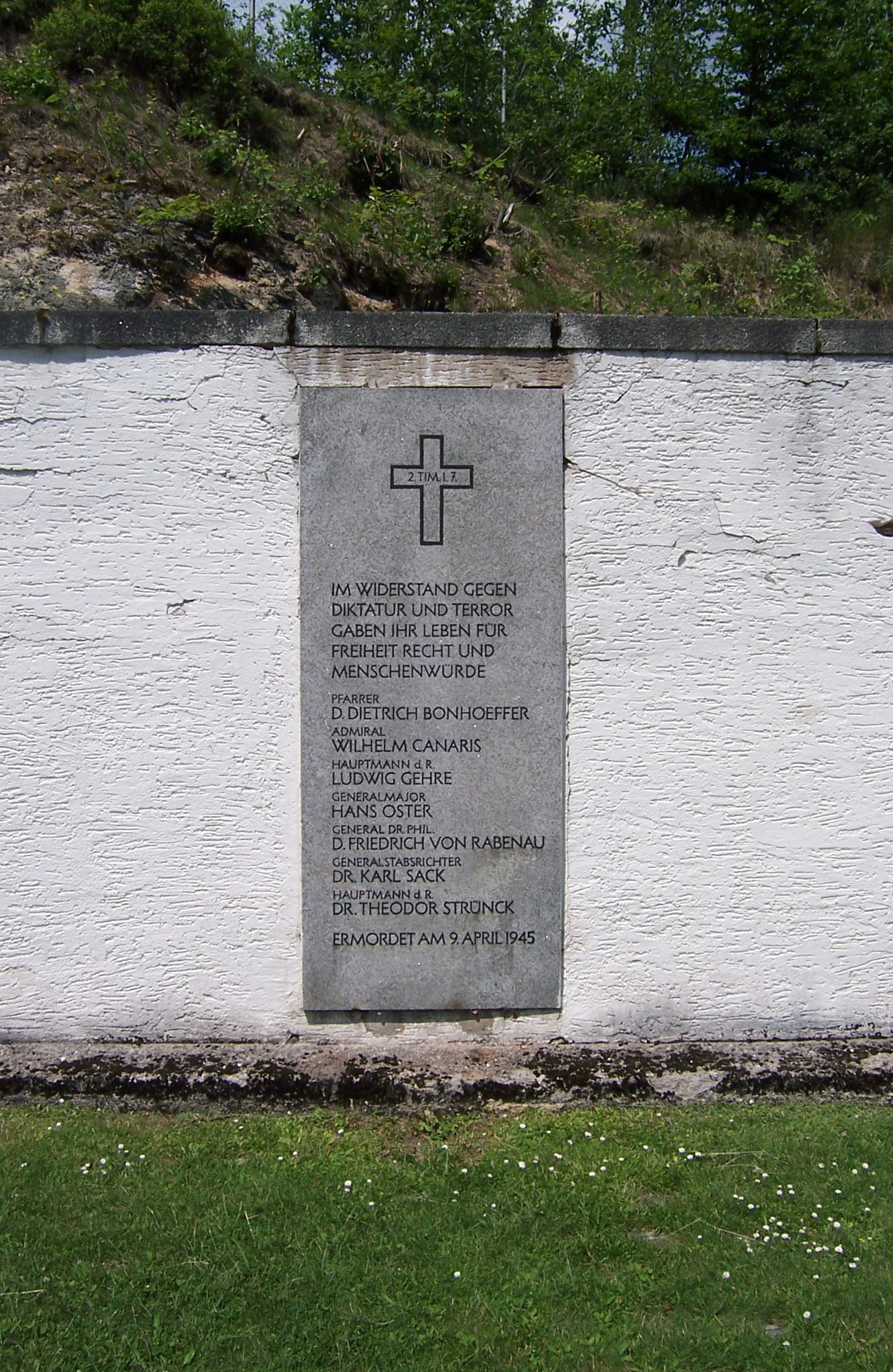
Gedenktafel im ehemaligen KZ Flossenbürg

Sein christlicher Glaube verbot es ihm, sich am Attentat auf Hitler zu beteiligen. Dennoch wurde er nach dem 20. Juli 1944 als Mitwisser verhaftet und kam am 11. August 1944 zusammen mit den Widerstandskämpfern Heinrich Graf zu Dohna und Ferdinand Freiherr von Lüninck in das Militärgefängnis Berlin-Moabit. Von dort aus wurde von Rabenau am 13. Januar 1945 in das KZ Sachsenhausen und anschließend in eine SS-Kaserne am KZ  Buchenwald gebracht, wo er den General der Infanterie Alexander Freiherr von Falkenhausen, den ehemaligen Staatssekretär Hermann Pünder und den evangelischen Pfarrer Dietrich Bonhoeffer traf; mit dem Letzteren teilte er die Zelle. Am 14. oder 15. April 1945 wurde Friedrich von Rabenau als einer der letzten Insassen im KZ Flossenbürg auf ausdrücklichen Befehl Heinrich Himmlers ermordet, ohne dass jemals ein Verfahren gegen ihn eröffnet oder auch nur Anklage gegen ihn erhoben worden wäre. Sein Todesdatum geht ziemlich exakt aus einem abgefangenen Funktelegramm an die SS-Gruppenführer Richard Glücks und Heinrich Müller hervor, das von SS-Sturmbannführer Kurt Stawizki am 15. April um 8:03 Uhr aufgegeben wurde.
Von Rabenau war mit Eva Kautz verheiratet und hinterließ zwei Töchter.

## Auszeichnungen
- Ehrendoktorwürde der Philosophischen Fakultät der Universität Breslau
- Ehrenbürgerwürde der Universität Münster
- Rechtsritter des Johanniterordens[17]
- Eisernes Kreuz (1914) II. und I. Klasse[17]
- Ritterkreuz des Königlichen Hausordens von Hohenzollern mit Schwertern[17]
- Friedrich-Kreuz[17]
- Österreichisches Militärverdienstkreuz III. Klasse mit der Kriegsdekoration[17]

## Publikationen (Auswahl militärisch)
a) Artikel und Aufsätze
- Wehr und Kultur. In: Berliner Illustrirte Zeitung. Sonderband Nr. 4685 v. 26. November 1936. Die deutsche Wehrmacht. Ullstein, Berlin 1936.
- Zur 90. Wiederkehr des Todestages des Generalfeldmarschalls von Boyen. In: Militärwissenschaftliche Rundschau. 3. Jahrgang 1938, Heft 1, Verlag E.S. Mittler & Sohn, Berlin 1938.
- Zum 125. Todesjahr Scharnhorsts. In: Monatsschrift der Deutschen Gesellschaft für Wehrpolitik und Wehrwissenschaften. Mai 1938, Heft 4, Verlag E.S. Mittler & Sohn, Berlin 1938.

b) Bücher
- Die alte Armee und die junge Generation. Mittler, Berlin 1925.
- Operative Entschlüsse gegen einen an Zahl überlegenen Gegner. Mittler, Berlin 1935.
- Seeckt. v. Hase & Koehler, Leipzig 1938.
  - Hans von Seeckt. Aus meinem Leben 1866–1917.
  - Hans von Seeckt. Aus seinem Leben 1918–1936.
- Scharnhorst nach 1808–Seeckt nach 1918. Landesgeschichtliche Vereinigung für die Mark Brandenburg, Berlin 1939.
- Buch und Schwert. Rede anlässlich der Herbstveranstaltungen für das deutsche Schrifttum vom 18. Oktober 1940. Bibliographisches Institut, Leipzig 1940.
- Von Geist und Seele des Soldaten. Eher, Berlin 1940.
- Geistige und seelische Probleme im jetzigen Krieg. Eher, Berlin 1940.
- Vom Sinn des Soldatentums. Du Mont Schauberg, Köln 1941.

Ferner schrieb er Geleit- und Vorworte zu:
- Erinnerungen und Dokumente von Marschall Josef Pilsudski, Band III Militärische Vorlesungen. Essener Verlagsanstalt, Essen 1935–36.
- Weltrüstung von Michael Freund, Essener Verlagsanstalt, Essen 1936. aus:  Liste der auszusondernden Literatur. (Berlin: Zentralverlag, 1946), Deutsche Verwaltung für Volksbildung in der sowjetischen Besatzungszone
- Moltke. Ein Vorbild von Generaloberst v. Seeckt, 2. Aufl., Koehler & Amelang, Leipzig 1938.

## Publikationen (Auswahl theologisch)
- Ernste Laiengedanken. (Manuskript) Berlin 1943.
- 19 Laienpredigten. (Manuskript) Berlin 1943.
- Die Entwicklung der Grundzüge der deutschen Heeresseelsorge bis zum Jahre 1929 unter besonderer Berücksichtigung des 100.000 Mann-Heeres. (Licentiatenschrift) Berlin 1943.

## Erinnerungsstätten
An Friedrich von Rabenau wird an folgenden öffentlichen Stätten erinnert:
- Ehrentafel Opfer des Widerstandes vom 20. Juli 1944 in der Dauerausstellung der Gedenkstätte Deutscher Widerstand, Berlin, 1968.
- Gedenktafel in der KZ-Gedenkstätte Flossenbürg, Innenhof des Arrestbaus, 1970.
- Gedenktafel in der Komturkirche des Johanniterordens Nieder-Weisel, 1984.
- Gedenkplatte in der KZ-Gedenkstätte Buchenwald, Eingang zum Arrestkeller der SS-Kaserne, 1999.
- Gedenktafel in der St. Egidienkirche, Rabenau, 2004.

Ferner wurde der Benutzersaal des Bundesarchivs – Militärarchivs in Freiburg/Brsg. im Juli 2002 nach ihm benannt.